# Könyvtári Figyelő
A Könyvtári Figyelő negyedévenként megjelenő folyóirat volt, egyike az országos könyvtári szakfolyóiratoknak. Célja a hazai könyvtári világ országos jelentőségű kérdéseiről, valamint a Könyvtári Intézetben és az Országos Széchényi Könyvtárban folyó, a magyar könyvtáros-társadalom egészet érintő munkákról, fejlesztésekről, vizsgálatokról való tájékoztas volt. Utolsó felelős szerkesztője Kovács Katalin. 2023-ban összevonásra került a Tudományos és Műszaki Tájékoztatás folyóirattal, és a két lap 2024 tavaszától Közép-európai Könyvtár- és Információtudományi Szemle néven folytatódik.

## A folyóirat története
A folyóiratot 1955-ben indította az Országos Széchényi Könyvtár. A lap elődje a Könyvtári Tájékoztató című külföldi lapszemle volt, amelyet a Magyar–Szovjet Társaság könyvtártudományi szakosztálya indított közösen az Országos Széchényi Könyvtár módszertani osztályával. A folyóirat címét 1958-ban változtatták Könyvtári Figyelőre.
1965 novemberében az Országos Könyvtárügyi és Dokumentációs Tanács ülése után következőket fogalmazták meg a lap profiljával kapcsolatban: „A Könyvtári Figyelő tekintse fő feladatának a magyar szakemberek tájékoztatását a külföld szakirodalmáról, összefoglaló tematikus szemlék, recenziók, fordítások, tömörítvények stb. formájában. Közölje emellett a magyar szakirodalom adatközlő részét: a fontosabb kutatási jelentéseket, felmérések adatait, statisztikákat stb. Tájékoztassa a könyvtárosokat a könyvtárügy országos jelentőségű eseményeiről.”
A folyóirat alapvető célkitűzése a magyar könyvtárosszakma érdemi tájékoztatása, a hazai és nemzetközi tapasztalatok tudományos igényű feldolgozása. Főként elméleti írásokat, kutatási eredményeket vagy részeredményeket és műhelymunkákat közöl.
A lap története során több változáson ment keresztül. 1959-ig arra törekedett, hogy tájékoztassa a könyvtárosokat a külföldi szaksajtóban megjelent cikkekről, amit úgy vitt véghez, hogy a legfontosabb cikkek egy részét lefordította. 1959-ben a Könyvtártudományi és Módszertani Központ létrejöttével lényeges változások léptek életbe mind szerkesztésében, mind külalakjában. Ezek a változtatások az 1959. 1. számtól kezdve figyelhetőek meg. Három témakörben jelentek meg rovatszerű közlemények a lapban: az ország nagy könyvtáraihoz beérkezett könyvtártudományi jegyzékek, a külföldi szakmai folyóiratok cikkeinek bibliográfiája és fordítások jegyzéke. További változás, hogy híreket és összefoglalókat is közzétett, valamint tematikus egységekbe rendezte a cikkeket az egyes számokban.
Az 1991-es év újabb változásokat hozott a lap életében, mivel a szakmai igény és a gazdaságosság jegyében megújult. A Könyvtári és Dokumentációs Szakirodalom referálólap beépítésével új rovat jelent meg, valamint új borítót és tipográfiát kapott a folyóirat. A referálólap beépítésével áttértek az évi négyszeri megjelenésre is.  Az 1992. évi 1. számhoz az előfizetők egy tizenhat kérdésből álló kérdőívet kaptak kézhez, amelynek az volt a célja, hogy felmérjék az olvasók véleményét a megújult folyóiratról. A kiküldött nyolcszáz kérdőívből ötven érkezett vissza; a válaszolók nagy része városi könyvtár munkatársa volt. A legtöbb válaszoló jónak minősítette a lapot, sokan témajavaslatokat és ötleteket is küldtek be.

## Rovatok
A folyóiratban több állandó rovat található. A legrégebbi rovatok a Tanulmányok, a Kitekintés és a Könyvismertetés.
- A Tanulmányok rovat elméleti írásokat közöl a magyar könyvtárügy és könyvtárpolitika átfogó kérdéseiről.

- A Kitekintés rovatban a külföldi könyvtárügy aktuális kérdéseit mutatja be tömörítésekkel, szemlékkel és fordításokkal.

- A Könyvismertetés rovatban a legújabb szakkönyvekről és elektronikus dokumentumokról készült ismertetések és kritikák kaptak helyet.

- Az Elődeink írták/Évfordulók rovatban az elmúlt 100 év kimagasló szerepű könyvtárpolitikusainak munkásságából, valamint a fontosabb szakmai eseményekről és évfordulókról értesülhetünk.

- A Külföldi folyóirat-figyelő rovatban a külföldi szakfolyóiratok cikkeiből találunk referátumokat.[1]

A folyóirat időközönként tematikus számokkal jelent meg. Ilyen volt például a 2010. 4. szám, ami a Könyvtártudományi és Módszertani Központ negyven évét mutatta be, valamint a lap 1981. évi különszáma, mely a külföldön élő magyar származású könyvtárosok és hazai könyvtárosok találkozójáról tudósított. 

## A folyóirat példányai
A folyóiratot a következő referáló lapok és adatbázisok dokumentálják: HLISA (Hungarian Library and Information Science Abstracts), HUMANUS (Humántudományi Tanulmányok és Cikkek Adatbázisa), Library Literature and Information Science Full Text (Wilson), LISTA (Library Information Science and Technology Abstracks, EBSCO), ProQuest Library Science.
A Könyvtári Figyelő online változata eredetileg a http://ki.oszk.hu/kf%5B%5D címen volt érhető el. Az elektronikus felületen két szám késéssel voltak elérhetők a nyomtatott lapszámok cikkei. 2020-tól az Open Journal System felületén volt elérhető a https://ojs.elte.hu/kf címen.
A folyóirat 1955 és 1974 közötti időszakáról Szinainé László Zsuzsa készített repertóriumot.
A 2012. év 2. számától kezdve a főszerkesztő helyett a felelős szerkesztő felelt a folyóiratszámok előállításáért és tartalmukért, valamint új szerkesztőbizottságot állítottak fel.

## Külső hivatkozások
- Könyvtári Intézet. ki.oszk.hu